# Karl Elmendorff
Karl Elmendorff (Karl Eduard Maria Elmendorff) (25 de octubre de 1891 - 21 de octubre de 1962) fue un director de orquesta alemán.
Nació en Düsseldorf y estudió en la Hochschule für Musik Colonia (1913-1916) con Hermann Abendroth. 
Debutó en 1918 y tuvo a su cargo la Staatsoper Unter den Linden entre 1938 y 1941.
Dirigió regularmente en Düsseldorf, Maguncia, Hagen, Múnich y entre 1927 y 1942 en el Festival de Bayreuth donde fue uno de los favoritos de Winifred Wagner. Dirigió la Staatskapelle de Dresde en 1943 y 1945. 
Su nombre figuró en la Gottbegnadeten-Liste ("Lista de elegidos") elaborada por Joseph Goebbels con aquellos artistas considerados los más representativos de la cultura alemana y que, como tales, quedaban exentos del servicio a filas durante la Segunda Guerra Mundial.
En 1951 actuó en el Liceo de Barcelona, en 1954 se presentó en el Teatro Colón de Buenos Aires y en La Scala de Milán.

## Discografía
- Wagner, Die Walküre, Acto I, Max Lorenz (Sigmund), Margarete Teschemacher (Sieglinde) y Kurt Böhme (Hunding), Orquesta Estatal Sajona de Dresde, 1944.
- Wagner, Götterdämmerung, 1942 Bayreuth.
- Wagner, Tannhäuser, 1930.
- Wagner, Tristan und Isolde, 1928.